# Akka Ighane
Akka Ighane  (in arabo اقا ايغان‎?) è un centro abitato e comune rurale del Marocco situato nella provincia di Tata, regione di Souss-Massa. Conta una popolazione di 6 452 abitanti (censimento 2014).